# Tetrarhanis schoutedeni
Tetrarhanis schoutedeni är en fjärilsart som beskrevs av Berger 1954. Tetrarhanis schoutedeni ingår i släktet Tetrarhanis och familjen juvelvingar. Inga underarter finns listade i Catalogue of Life.